# Coupe du monde féminine de hockey en salle
La Coupe du monde féminine de hockey en salle est la déclinaison de la Coupe du monde féminine de hockey sur gazon en intérieur. La 1re compétition a eu lieu du 5 au 9 février 2003 à Leipzig.
| Année | Lieu     | Vainqueur | Second    | Troisième          | Quatrième          |
| ----- | -------- | --------- | --------- | ------------------ | ------------------ |
| 2003  | Leipzig  | Allemagne | Pologne   | France             | République tchèque |
| 2007  | Vienne   | Pays-Bas  | Espagne   | Allemagne          | Ukraine            |
| 2011  | Poznań   | Allemagne | Pays-Bas  | Ukraine            | Biélorussie        |
| 2015  | Leipzig  | Pays-Bas  | Allemagne | République tchèque | Autriche           |
| 2018  | Berlin   | Allemagne | Pays-Bas  | Biélorussie        | Ukraine            |
| 2023  | Pretoria | Pays-Bas  | Autriche  | République tchèque | Afrique du Sud     |